# Лобов Олександр Олексійович
Ло́бов Олександр Олексійович (*16 грудня 1990, місто Черкаси) — український футболіст, півзахисник команди «Черкаський Дніпро».

## Біографія
Народився у місті Черкаси, за яке нині і виступає. Вихованець СДЮШОР міста Черкаси, перший тренер Ковалевич С. М.

## Статистика виступів

### Аматорська ліга
| Сезон | Команда            | Турнір    | Матчі | Голи |
| ----- | ------------------ | --------- | ----- | ---- |
| 2011  | Славутич (Черкаси) | чемпіонат | 10    | 0    |

### Професіональна ліга
| Сезон     | Команда            | Турнір    | Матчі | Голи |
| --------- | ------------------ | --------- | ----- | ---- |
| 2011–2012 | Славутич (Черкаси) | чемпіонат | 20    | 0    |
| 2011–2012 | Славутич (Черкаси) | кубок     | 2     | 0    |
| 2012–2013 | Славутич (Черкаси) | чемпіонат | 16    | 0    |
| 2013–2014 | Славутич (Черкаси) | чемпіонат | 23    | 2    |
| 2013–2014 | Славутич (Черкаси) | кубок     | 5     | 1    |

## Досягнення
- Півфіналіст Кубка України 2013–2014
- Переможець Чемпіонату Черкаської області з футзалу  (команда "Черкасиобленерго") 2020р.